# The Future of Humanity
The Future of Humanity: Terraforming Mars, Interstellar Travel, Immortality, and Our Destiny Beyond Earth är en populärvetenskaplig bok av futuristen och fysikern Michio Kaku. Boken publicerades ursprungligen den 20 februari 2018 av Doubleday. Boken låg på The New York Times bästsäljarlista i fyra veckor.

## Bakgrund
Kaku diskuterar den mänskliga artens framtid och överlevnad och diskuterar ämnen som terraformning av Mars och interstellära resor. Med tanke på att det kan ta århundraden att nå de närmaste solarna och exoplaneterna utforskar Kaku även alternativa vägar för att säkerställa mänsklighetens överlevnad, inklusive möjligheten till genteknik och överföring av mänskligt medvetande till icke-biologiska maskiner.

## Mottagning
Kirkus Reviews beskrev Kakus åsikter som "alltid optimistiska" och att "Kaku levererar en fascinerande och splittrad serie scenarier där människor övervinner nuvarande hinder utan att bryta mot naturlagarna för att resa runt i universum."
New York Times berömde Kaku för att vara "skicklig på att hämta inspiration från populär science fiction-lexikon" och noterade att "styrkan i Kakus skrivande är att veta vilka science fiction-idéer som är värda att följa".